# Distretto di Kołobrzeg
Il distretto di Kołobrzeg (in polacco powiat kołobrzeski) è un distretto polacco appartenente al voivodato della Pomerania Occidentale.

## Geografia antropica

### Suddivisioni amministrative
Il distretto comprende 7 comuni.
- Comuni urbani: Kołobrzeg
- Comuni rurali: Dygowo, Gościno, Kołobrzeg, Rymań, Siemyśl, Ustronie Morskie